# Prizonieră în pânza de păianjen
Prizonieră în pânza de păianjen (în suedeză Det som inte dödar oss; lit. Ce nu ne omoară) este un roman polițist suedez scris de David Lagercrantz și publicat în anul 2015. Este a patra carte din seria Millennium și prima scrisă de Lagercrantz în această serie, după trilogia lui Stieg Larsson.

## Rezumat
Frans Balder, un eminent cercetător suedez în inteligența artificială exilat în Statele Unite, se întoarce în țara natală pentru a avea grijă de copilul său autist în vârstă de opt ani crescut până acum de fosta sa soție Hanna și de partenerul ei Lasse Westman. Făcând acest lucru, a demisionat din compania americană Solifon, luându-și cu el descoperirile, spre marea consternare a unei echipe NSA obișnuite să stoarcă informații de la companiile de înaltă tehnologie, precum și de la o echipă de crimă organizată condusă de misteriosul Thanos. Jan Holster, unul dintre ucigașii acestei organizații criminale, este responsabil pentru recuperarea computerului lui Frans Balder și eliminarea acestuia. Își îndeplinește pe deplin misiunea, dar îl lasă în viață pe August Balder, copilul autist al victimei sale, crezând că particularitatea lui l-ar împiedica să dezvăluie informații vitale despre natura ucigașului tatălui său.
Cu puțin timp înainte de moartea sa, Frans Balder, avertizat de Gabriella Grane, un agent de securitate suedez, că viața i-a fost amenințată, și-a distrus programul de inteligență artificială și l-a contactat pe Mikael Blomkvist, jurnalist de investigație la revista Millennium, pentru a-i dezvălui informații despre activități frauduloase în Statele Unite. Aceasta din urmă încearcă să reia legătura cu Lisbeth Salander pentru a-i putea oferi informații științifice despre cercetările lui Frans Balder. Apoi merge la casa cercetătorului să-l întâlnească și asistă neputincios la evadarea unui bărbat care se dovedește a fi ucigașul omului de știință. El descoperă apoi un desen de o realitate extraordinară la locul crimei, gândindu-se că cercetătorul este autorul. Mai târziu își dă seama că este mai degrabă August Balder și că acesta din urmă ar putea ajuta poliția să-l găsească pe asasin datorită darurilor sale de observare și descriere.
Lisbeth Salander, care a reușit să pătrundă în rețeaua extrem de sigură a NSA cu puțin timp înainte, este deja conștientă de situația lui Frans Balder. Mesajul lui Mikael Blomkvist o încurajează să caute informații mai recente despre el. Ea descoperă, datorită abilităților sale incredibil de talentate de hacker, că uciderea fiului lui Frans este planificată pentru a doua zi. Ea reușește să împiedice asasinatul și fuge cu băiatul. Ascunsă într-o locuință pe care Erika Berger, prietena apropiată a lui Mikael Blomkvist, i-a pus-o la dispoziție, ea descoperă că darurile copilului nu se limitează doar la desen: el are și o capacitate extraordinară de a manipula numere și în special numere prime a căror utilizare poate rupe criptarea datelor NSA. Dar Thanos și echipa sa descoperă unde se ascund Lisbeth și August și lansează un atac. Lisbeth reușește să omoare pe câțiva dintre atacatori și fuge cu August, nu fără să fi confirmat că Thanos este de fapt Camilla Salander, sora ei geamănă care a urât-o mereu. Ea îl aduce pe August înapoi la mama lui și îi trimite incognito la un hotel din Germania, astfel încât ei să scape de orice urmărire penală, în timp ce anterior i-a trimis prin fax unul dintre desenele care îl arată pe ucigașul tatălui ei, permițând astfel poliției să elucideze misterul. Puțin mai târziu, Lisbeth reușește, datorită capacității lui August de a manipula cu ușurință numerele prime, să spargă criptarea unui fișier NSA care dovedește implicarea uneia dintre echipele sale în activități criminale. Ea îi dă aceste informații lui Mikael Blomkvist. Câteva zile mai târziu, Millénium publică un raport despre implicarea NSA, articol care ajută la îmbunătățirea situației financiare a revistei Millennium.

## Personaje principale
- Mikael Blomkvist – jurnalist la revista Millennium
- Lisbeth Salander – un hacker cunoscut sub numele de „Viespea”
- Frans Balder – un cercetător de top în inteligența artificială
- August Balder – fiul autist-savant al lui Frans
- Hanna Balder – fosta soție a lui Frans și mama lui August
- Lasse Westman – iubitul abuziv al Hannei
- Edwin Needham – șef de securitate la Agenția Națională de Securitate
- Alona Casales – agent al Agenției Naționale de Securitate
- Gabriella Grane – analist al Serviciului de Securitate Suedez
- Camilla Salander - cunoscută și sub numele de „Kira” și „Thanos”, sora geamănă a lui Lisbeth și liderul Societății Păianjen
- Jan Holtser – pe numele real Boris Latvinov, fost soldat al forțelor speciale sovietice și membru al Societății Păianjen
- Jurij Bogdanov – expert în hacking în Societatea Păianjen
- Erika Berger – redactor-șef al revistei Millennium și iubita lui Blomkvist
- Andrei Zander – jurnalist la revista Millennium
- Ove Levin – șef de publicații la Serner Media, un investitor în Millennium
- Jan Bublanski - un inspector de poliție suedez, supranumit „Ofițerul Bubble”
- Sonja Modig – un sergent detectiv din echipa lui Bublanski

## Adaptări
În noiembrie 2015, Columbia Pictures a anunțat că o adaptare cinematografică scrisă de Steven Knight este în curs de dezvoltare. În noiembrie 2016, Variety a raportat că Fede Álvarez va regiza filmul, o continuare a filmului The Girl with the Dragon Tattoo. Spre deosebire de cărțile și versiunile de film anterioare, The Girl in the Spider's Web  este primul din serie care a fost produs direct în limba engleză și nu o variantă în suedeză. Knight a scris scenariul împreună cu Alvarez și Jay Basu.
În martie 2017, a fost confirmat că filmul va avea o distribuție complet nouă și era programat să fie lansat pe 5 octombrie 2018. În mai 2017, Variety a raportat că Claire Foy este cea alegerea pentru rolul principal. Scott Rudin, Søren Stærmose, Ole Søndberg, Amy Pascal, Elizabeth Cantillon, Eli Bush și Berna Levin au produs filmul, care este produs executiv de Anni Faurbye Fernandez, Line Winther Skyum Funch, Johannes Jensen și David Fincher.

## Traduceri în limba română
- Prizonieră în pânza de păianjen. Millennium 4, Editura Trei, 2015[1]